# Gonorynchus abbreviatus
Gonorynchus abbreviatus is een straalvinnige vissensoort uit de familie van zandvissen (Gonorynchidae). De wetenschappelijke naam van de soort is voor het eerst geldig gepubliceerd in 1846 door Temminck & Schlegel.